# Gaius Cornelius Verres
Gaius (Cornelius) Verres (1e eeuw v.Chr.) was een Romeinse landvoogd op Sicilië, bekend geworden doordat Cicero de zaak leidde waarin hij werd aangeklaagd wegens tirannie en wanbeheer.
De Sicilianen dienden een aanklacht in tegen hun tirannieke landvoogd Gaius Verres. Romeinen en onderdanen tegelijk had hij op nietsontziende wijze uitgezogen en hij ging er prat op 40.000.000 sestertiën aan zijn ambt verdiend te hebben. De tempel van Rhea in Engyon zou Verres geplunderd hebben. De Sicilianen kozen Cicero tot hun aanklager, omdat hij als quaestor op dat eiland een goede indruk gemaakt had. Verres op zijn beurt koos de geniale spreker en advocaat Quintus Hortensius Hortalus. Menig advocaat zou voor hem terugdeinzen.
Met welsprekendheid en legalistische trots probeerden Verres en zijn advocaat Cicero uit te schakelen, maar hun tegenstander bleek de wet beter te kennen. Hij had het intussen tot aedilis gebracht, wat hem allerlei bevoegdheden gaf om tegen corruptie op te treden. Zo overwon hij de machinaties van Verres. Het bewijsmateriaal dat hij aanvoerde, was zo overtuigend, dat zelfs de senatoren in de rechterstoel Verres niet konden redden. De zaak tegen Verres maakte Cicero een beroemdheid.

## Trivia
In de roman Imperium (2009) van Robert Harris wordt zowel Verres' schrikbewind als Cicero's juridische kruistocht in verhaalvorm tot leven gebracht.